# Pro Bowl 2015
Match précédent Match suivant
Le Pro Bowl 2015 est le match des étoiles de football américain de la National Football League pour la saison 2014.
Il se joue à l'University of Phoenix Stadium de Glendale, Arizona le 25 janvier 2015 à 18 heures locales.
Le match est officiellement dénommé le 2015 Pro Bowl presented by McDonald à la suite du sponsoring du nom. C'est le premier Pro Bowl à ne pas se jouer à Hawaï depuis 2010.
Le match est retransmis en télévision par ESPN.
La rencontre est remportée sur le score de 32 à 28 par l'équipe d'Irvin.

## Sélection des équipes
Ce sont les Hall of Famers wide receivers Cris Carter et Michael Irvin qui sont désignés comme les capitaines des deux équipes portant leurs noms. Ils choisissent tour à tour leurs joueurs (comme lors d'une draft) et composent leurs équipes sans tenir compte des conférences. Une équipe compte donc en ses rangs des joueurs issus des deux conférences.
Jason Garrett des Cowboys de Dallas et John Harbaugh des Ravens de Baltimore sont les entraîneurs de ces deux équipes.
Depuis le Pro Bowl 2010, les deux entraîneurs désignés sont les entraîneurs des deux équipes ayant le meilleur classement de saison régulière dans chaque conférence et ayant perdu en playoffs lors du Divisional Round. Cependant, comme les Broncos de Denver (équipe qui avait le meilleur classement des équipes AFC ayant perdu en Divisional Round) se sont séparés de leur entraîneur John Fox après la défaite en playoffs, c'est John Harbaugh (entraîneur des Ravens, autre équipe AFC ayant perdu en Divisional Round) qui sera sélectionné pour coacher lors du Pro Bowl.

## Équipe Carter
C'est John Harbaugh, entraîneur principal des Ravens de Baltimore qui dirigera l'équipe Carter.

## Équipe Irvin
C'est Jason Garrett , entraîneur principal des Cowboys de Dallas qui dirigera l'équipe Irvin.

## Joueurs sélectionnés n'ayant pas participé
Notes :
Le joueur doit accepter l'invitation à être remplaçant pour apparaître dans les listes. Celui qui refuse l'invitation n'est pas considéré comme Pro Bowler.
a  Sélectionné comme remplaçant à la suite d'une blessure ou d'une place vacante.
b  Blessé/joueur suspendu - sélectionné mais n'a pas participé.
c  Sélectionné mais n'a pas joué car son équipe participait au Super Bowl XLIX.

## Nombre de sélection par franchise
| Équipe                             | Nb. |
| ---------------------------------- | --- |
| Broncos de Denver                  | 11  |
| Colts d'Indianapolis               | 7   |
| Patriots de la Nouvelle-Angleterre | 5   |
| Steelers de Pittsburgh             | 5   |
| Ravens de Baltimore                | 4   |
| Bengals de Cincinnati              | 4   |
| Browns de Cleveland                | 4   |
| Chiefs de Kansas City              | 4   |
| Bills de Buffalo                   | 3   |
| Texans de Houston                  | 3   |
| Dolphins de Miami                  | 3   |
| Jets de New York                   | 2   |
| Chargers de San Diego              | 2   |
| Raiders d'Oakland                  | 1   |
| Jaguars de Jacksonville            | 0   |
| Titans du Tennessee                | 0   |

| Équipe                        | Nb. |
| ----------------------------- | --- |
| Eagles de Philadelphie        | 9   |
| Cowboys de Dallas             | 8   |
| Packers de Green Bay          | 7   |
| Lions de Détroit              | 5   |
| Seahawks de Seattle           | 5   |
| Cardinals de l'Arizona        | 4   |
| Saints de La Nouvelle-Orléans | 4   |
| Falcons d'Atlanta             | 3   |
| 49ers de San Francisco        | 3   |
| Panthers de la Caroline       | 2   |
| Bears de Chicago              | 2   |
| Rams de Saint-Louis           | 2   |
| Redskins de Washington        | 2   |
| Giants de New York            | 1   |
| Buccaneers de Tampa Bay       | 1   |
| Vikings du Minnesota          | 0   |